# バレーボールカナダ女子代表
バレーボールカナダ女子代表（バレーボールカナダじょしだいひょう）は、バレーボールの国際大会で編成されるカナダの女子バレーボールナショナルチームである。
1959年に国際バレーボール連盟へ加盟。

## 過去の成績

### オリンピックの成績
1964年から1972年まで出場なし
- 1976年 - 8位
- 1980年 - 不出場
- 1984年 - 8位
- 1988年 - 不出場
- 1992年 - 最終予選敗退
- 1996年 - 9位
- 2000年 - 最終予選敗退
- 2004年 - 北中米予選敗退
- 2008年 - 北中米予選敗退
- 2012年 - 北中米予選敗退
- 2016年  - 北中米予選敗退
- 2020年  - 北中米予選敗退

### 世界選手権の成績
1952年から1970年まで出場なし
| - 1974年 - 11位 - 1978年 - 14位 - 1982年 - 11位 - 1986年 - 15位 - 1990年 - 14位 - 1994年 - 不出場 | - 1998年 - 北中米予選敗退 - 2002年 - 17位 - 2006年 - 北中米予選敗退 - 2010年 - 21位 - 2014年 - 17位 - 2018年 - 18位 - 2022年 - 10位 |  |

### ワールドカップの成績
- 1973年 - 7位
- 1989年 - 8位
- 1991年 - 10位
- 1995年 - 9位
- 1999年 - 不参加
- 2003年 - 不参加
- 2007年 - 不参加
- 2011年 - 不参加
- 2015年 - 不参加

### 北中米選手権の成績
| - 1969年 - 4位 - 1973年 - 準優勝 - 1975年 - 4位 - 1977年 - 3位 - 1979年 - 4位 - 1981年 - 4位 - 1983年 - 3位 - 1985年 - 3位 - 1987年 - 3位 | - 1989年 - 準優勝 - 1991年 - 3位 - 1993年 - 3位 - 1995年 - 3位 - 1997年 - 4位 - 1999年 - 3位 - 2003年 - 4位 - 2005年 - 5位 - 2007年 - 4位 | - 2009年 - 5位 - 2011年 - 6位 - 2013年 - 4位 - 2015年 - 4位 - 2017年 - 優勝 - 2019年 - 3位 - 2021年 - 3位 - 2023年 - 3位 |

## 歴代代表選手
- ジェイニー・ギモンド
- サラ・パバン
- ティファニー・ドッズ
- マリッサ・フィールド
- カイラ・リッチー
- ジェイミー・ティボー
- ミーガン・シア
- タビサ・ラブ
- ジェニファー・クロス
- アレクサ・グレイ
- シャイナ・ジョセフ
- エミリー・マグリオ
- キアラ・バンライク
- ヒラリー・ジョンソン
- アンドレア・ミトロビッチ